# كورتيس جونسون
كورتيس جونسون (بالإنجليزية: Curtis Johnson)‏ هو سياسي أمريكي، ولد في 29 سبتمبر 1952. حزبياً، نشط في الحزب الجمهوري. وقد انتخب عضو مجلس نواب تينيسي.